# Jedlov
Jedlov (německy Jedlau) je malá vesnice, část obce Mirošov v okrese Jihlava. Nachází se asi 1,5 km na sever od Mirošova. V roce 2009 zde bylo evidováno 29 adres. V roce 2001 zde trvale žilo 87 obyvatel.
Jedlov leží v katastrálním území Mirošov u Jihlavy o výměře 4,13 km2.

## Název
Název se vyvíjel od variant Jedlow a Gedlow v roce 1790. Místní jméno vzniklo přidáním přípony -ov k přídavnému jménu jedlový.

## Historie
První písemná zmínka o obci pochází z roku 1757. Od roku 1869 spadá pod obec Mirošov.

## Přírodní poměry
Jedlov leží v okrese Jihlava v Kraji Vysočina. Nachází se 0,5 km jižně od Hubenova, 1 km severně od Mirošova a 2 km jihovýchodně od Boršova. Geomorfologicky je oblast součástí Česko-moravské subprovincie, konkrétně Křemešnické vrchoviny a jejího podcelku Humpolecká vrchovina, v jejíž rámci spadá pod geomorfologický okrsek Čeřínecká vrchovina. Průměrná nadmořská výška činí 590 metrů. Nejvyšší bod o nadmořské výšce 639 metrů stojí západně od vsi. Východně od Jedlova teče Jedlovský potok, na němž se nachází velký rybník.

## Obyvatelstvo
Podle sčítání 1921 zde žilo v 26 domech 156 obyvatel, z nichž bylo 71 žen. 155 obyvatel se hlásilo k československé národnosti, 1 k německé. Žilo zde 156 římských katolíků.
| Rok            | 1869 | 1880 | 1890 | 1900 | 1910 | 1921 | 1930 | 1950 | 1961 | 1970 | 1980 | 1991 | 2001 | 2011 |
| -------------- | ---- | ---- | ---- | ---- | ---- | ---- | ---- | ---- | ---- | ---- | ---- | ---- | ---- | ---- |
| Počet obyvatel | 207  | 189  | 183  | 164  | 163  | 156  | 147  | 96   | 108  | 91   | 102  | 79   | 87   | 76   |

## Hospodářství a doprava
Obcí prochází silnice III. třídy č. 01942.

## Školství, kultura a sport
Místní děti dojíždějí do základní školy v Dušejově.